# Arturo Codecasa
Arturo Codecasa (Viareggio, 28 dicembre 1906 – ...) è stato un calciatore italiano, di ruolo attaccante.

## Carriera
Inizia la carriera nel Viareggio, esordendo all'età di 17 anni nel campionato di Seconda Divisione (la seconda serie dell'epoca) nella stagione 1923-1924; chiude il suo primo campionato con 3 presenze senza reti. L'anno seguente gioca 13 partite nella medesima categoria, mettendo anche a segno i primi 5 gol della sua carriera. Nella stagione 1925-1926 disputa invece un'unica partita, nella quale realizza una doppietta. A fine anno lascia Viareggio per effettuare il servizio militare; durante questo periodo milita nello Spezia, con cui segna due gol in 16 presenze in Prima Divisione, categoria che a partire da quella stagione sostituiva la Seconda Divisione come secondo livello del calcio italiano.
Terminato il servizio militare fa ritorno al Viareggio, con cui nella stagione 1927-1928 vince il campionato di Seconda Divisione, nel quale mette a segno 10 gol in 21 presenze; nella stagione 1928-1929 gioca invece in Prima Divisione, andando a segno 5 volte in 25 presenze. Nella stagione 1929-1930 gioca in Seconda Divisione (nel frattempo declassata a quarto livello del campionato italiano) con la maglia della Odero-Terni di La Spezia, mentre nella stagione 1930-1931 veste la maglia del Cosenza in Prima Divisione, categoria in cui milita anche nelle stagioni 1931-1932 e 1932-1933 (nella qual gioca 26 partite), entrambe con la maglia dell'Arezzo.
Successivamente, dopo una stagione trascorsa in Terza Divisione con il Sansepolcro, nella stagione 1934-1935 fa ritorno al Viareggio, con la cui maglia gioca una partita nel campionato di Serie B. Nella stagione 1935-1936 gioca invece nel neonato campionato di Serie C nel Le Signe, totalizzando 10 presenze nel corso delle quali non segna nessuna rete. Negli anni seguenti ha continuato a giocare nelle serie minori, con le maglie di Popoli (con cui nella stagione 1936-1937 ottiene una promozione in Serie C), U.S. Gioiese e G.I.L. Olbia, con cui disputa un campionato di Serie C, nella stagione 1939-1940; in questa stagione disputa 12 partite senza mai segnare.
In carriera ha giocato complessivamente 59 partite nei vari campionati di seconda serie, segnandovi 14 gol.

## Palmarès

### Club

#### Competizioni nazionali
- Seconda Divisione: 1

Viareggio: 1927-1928

#### Competizioni regionali
- Prima Divisione: 1

Popoli: 1936-1937